# Wide Prairie
Wide Prairie est une compilation posthume de Linda McCartney parue le 27 octobre 1998, quelques mois après le décès de cette dernière, survenue le 17 avril de la même année. L'album est compilé par Paul McCartney, avec l'aide de Capitol Records et de MPL Communications.
À sa sortie, l'album atteint la 127e place des charts britanniques, tandis que la chanson-titre entre dans le top 75, à la 74e place. "The Light Comes From Within" dont le solo de guitare est assuré par le fils de Paul et Linda, James McCartney, atteint la 56e place au Royaume-Uni.

## Liste des chansons
Toutes les chansons sont écrites et composées par Linda McCartney, sauf mention contraire.
1. Wide Prairie (4:33)
  - Enregistré par les Wings le 20 novembre 1973 à Paris et en juin 1974 à Nashville.
  - Linda McCartney : chant, mellotron, chœurs
  - Paul McCartney : basse, piano, piano électrique Fender Rhodes, orgue Hammond, chœurs
  - Jimmy McCulloch : guitare électrique
  - Denny Laine : guitare acoustique
  - Davey Lutton : batterie
  - Vassar Clements, Johnny Gimble : violons
  - Thaddeus Richard : saxophone alto
  - Norman Ray : saxophone baryton
  - William Puett : saxophone ténor
  - Hewlett Quillen : trombone
  - George Tidwell, Barry McDonald : trompette
2. New Orleans (3:13)
  - Enregistré à La Nouvelle-Orléans en février 1975 par les Wings pendant les sessions de l'album Venus and Mars, ainsi que le 24 mai 1979.
  - Linda McCartney : chant, piano
  - Paul McCartney : basse, piano, chœurs
  - Denny Laine : guitare acoustique, guitare électrique
  - Joe English : batterie
3. The White Coated Man (P. McCartney, L. McCartney, Carla Lane) (2:13)
  - Une chanson contre la vivisection. Enregistrée le 21 mars 1988 et le 18 juillet 1989.
  - Linda McCartney : chant, claviers
  - Paul McCartney : basse, emulator strings, batterie, guitare
  - Robbie McIntosh : guitare
  - Steve Johnson : strings synth, trompette basse
  - Carla Lane : monologue
4. Love's Full Glory (3:46)
  - Enregistré le 16 juillet 1980 et en octobre de la même année.
  - Linda McCartney : chant, piano, chœurs
  - Paul McCartney : basse, batterie
  - Lloyd Green : guitare pedal steel
  - Laurence Juber : guitare acoustique
5. I Got Up (L. McCartney, P. McCartney) (3:19)
  - Enregistré le 11 novembre 1973, le 20 mars et le 9 juillet 1998.
  - Linda McCartney : chant, chœurs
  - Paul McCartney : basse, orgue, piano, chœurs
  - Jimmy McCulloch : guitare
  - Denny Laine : chœurs
  - Davey Lutton : batterie
6. The Light Comes From Within (L. McCartney, P. McCartney) (2:57)
  - Enregistré le 18 mars 1998, lors de la dernière session d'enregistrement de Linda avant sa mort.
  - Linda McCartney : chant, piano électrique
  - Paul McCartney : basse, guitare électrique, piano, piano électrique, chœurs
  - James McCartney : guitare électrique, guitare acoustique
7. Mister Sandman (Pat Ballard) (2:50)
  - Enregistré en Jamaïque au studio Black Ark le 20 juin 1977 et en Écosse en août de la même année.
  - Linda McCartney : chant
  - Paul McCartney : guitare électrique, chant
  - Billy Gardner : guitare
  - Baris Gardner : basse
  - Mike "Boo" Richards : batterie
  - Winston Wright : claviers
8. Seaside Woman (3:54)
  - Enregistré le 27 novembre 1972 par les Wings. Sortie en single le 31 mai 1977 aux États-Unis et le 18 août 1979 en Angleterre, c’est la première chanson écrite par Linda. On l'entend dans un court métrage qui a gagné la Palme d'or au Festival de Cannes en 1980.
  - Linda McCartney : chant, piano électrique, chœurs
  - Paul McCartney : basse, chant, chœurs
  - Denny Laine : piano, guitare, chœurs
  - Henry McCullough : guitare
  - Denny Seiwell : batterie
9. Oriental Nightfish (2:49)
  - Enregistré le 5 octobre 1973 par les Wings pendant les sessions de l'album Band on the Run. Inclus dans le court métrage Oriental Nightfish de Linda McCartney et Ian Emes.
  - Linda McCartney : chant, Minimoog, piano électrique
  - Paul McCartney : basse, batterie, guitare, mellotron
  - Denny Laine : flûte
10. Endless Days (L. McCartney, Mick Bolton) (3:11)
  - Enregistré le 21 octobre 1987.
  - Linda McCartney : chant
  - Mick Bolton : piano, claviers
  - Ian Maidman : basse, batterie
  - Geoffrey Richardson : guitare slide
11. Poison Ivy (Jerry Leiber et Mike Stoller) (2:54)
  - Une reprise de The Coasters. Enregistré le 21 octobre 1987.
  - Linda McCartney : chant
  - Ian Maidman : basse, batterie, guitare électrique, chœurs
  - Mick Bolton : piano, claviers, chœurs
  - Steve Fletcher : chœurs
12. Cow (L. McCartney, P. McCartney, Lane) (4:24)
  - Enregistré le 24 juillet 1988.
  - Linda McCartney : chant, claviers, chœurs
  - Paul McCartney : basse, batterie, guitare électrique, chœurs
  - Carla Lane : monologue
13. B-side to Seaside (L. McCartney, P. McCartney) (2:38)
  - Enregistré le 10 mai 1977 comme face B du single "Seaside Woman".
  - Linda McCartney : chant, chœurs
  - Paul McCartney : batterie, mellotron, chœurs, guitare électrique, piano, Minimoog, congas, banjo
14. Sugartime (Charles Echols, Odis Echols) (2:06)
  - Une reprise de The McGuire Sisters. Enregistré en Jamaïque au studio Black Ark, le 20 juin 1977 et le 7 juillet 1998.
  - Linda McCartney : chant
  - Paul McCartney : piano électrique wurlitzer, chant
  - Billy Gardner : guitare
  - Baris Gardner – Basse
  - Mike "Boo" Richards : batterie
  - Winston Wright : claviers
15. Cook of the House (P. McCartney) (2:37)
  - Enregistré entre janvier et février 1976 par les Wings. Sorti en 1976 sur l'album Wings at the Speed of Sound et en face B du single "Silly Love Songs".
  - Linda McCartney : chant, piano
  - Paul McCartney : basse, mellotron, piano
  - Denny Laine : guitare électrique
  - Joe English : batterie
16. Appaloosa (4:44)
  - Enregistré le 7 mars 1998. Inspirée par la tribu des Nez-Percés et les chevaux Appaloosa
  - Linda McCartney : chant
  - Paul McCartney : basse, guitare acoustique et électrique, piano électrique wurlitzer, clavinet, batterie